# 아크니

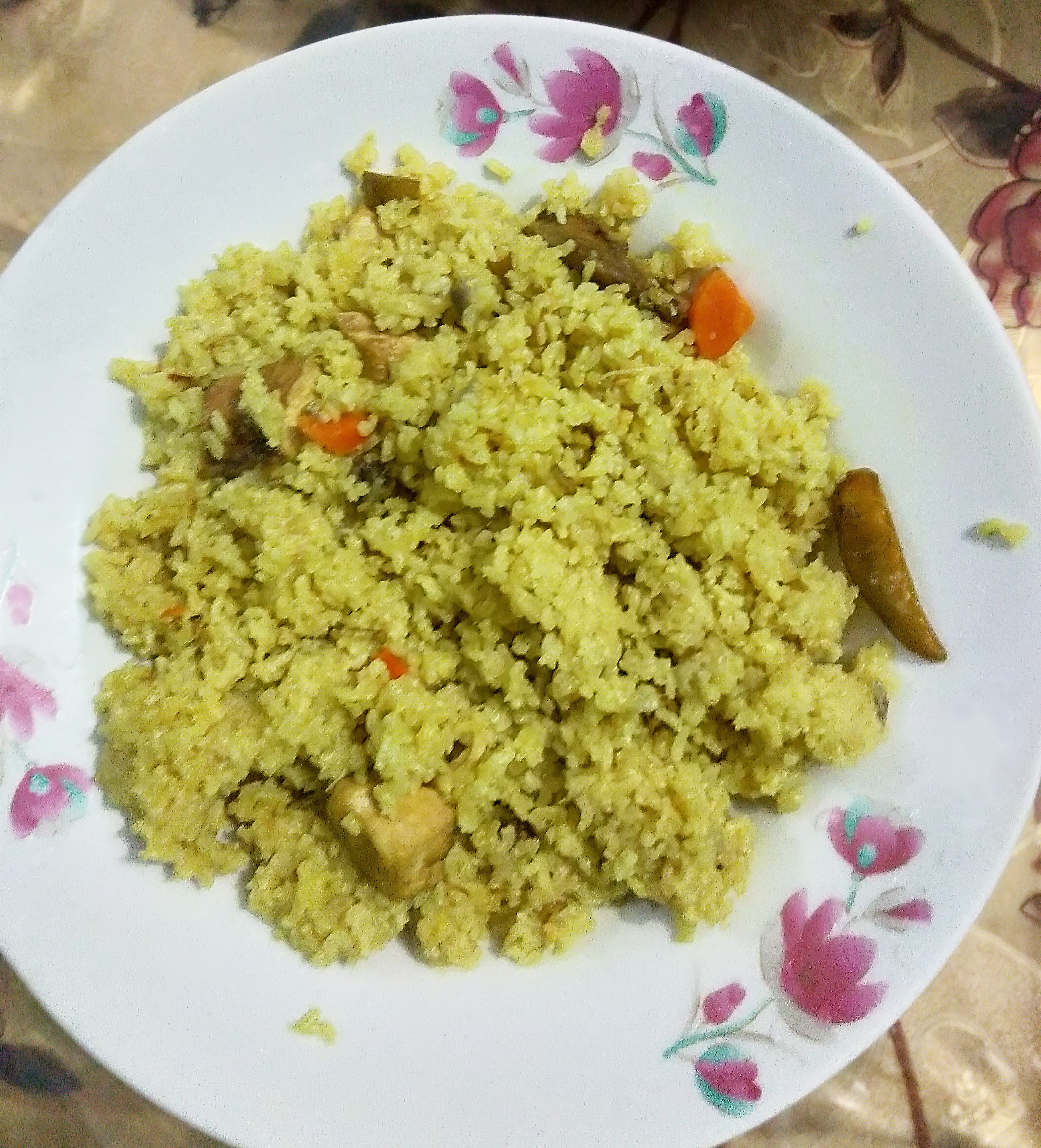

아크니(Akhni, 벵골어: আখনী)는 방글라데시 동부에 있는 치타공과 실렛의 벵골 무슬림 사이에서 기원한 혼합 쌀 요리이다. 종종 비랴니(biryani) 또는 폴라오(polao)의 일종으로 간주된다. 이 요리는 특히 방글라데시 전역의 레스토랑과 전 세계 디아스포라들 사이에서 인기가 있다. 이 요리는 치타공의 필수품으로 평균적인 치타공인이 매주 소비한다고 한다. 이슬람의 단식 기간인 라마단 기간 동안 이 요리는 실렛 전역의 이프타르 식사에서도 널리 사용된다.

## 어원
'akhni'라는 단어는 스튜를 의미하는 아랍어 용어인 yakhni에서 파생된다.

## 재료
쌀과 식용유, 전통 향신료(생강, 마늘, 가람 마살라, 테즈파타, 커민, 양파, 소금), 버터 기름, 육류(닭고기, 쇠고기, 염소, 양고기), 과일 및 채소(당근, 감자, 완두콩, 자두), 칠리 페퍼, 사워 도이. 경우에 따라 견과류와 계란을 추가할 수도 있다.